# Reda (Fluss)
Die Reda, deutsch Rheda, ist ein  51 Kilometer langer Küstenfluss in der  polnischen Woiwodschaft Pommern, der nördlich von Danzig in die Danziger Bucht mündet.

## Verlauf
Das gesamte Flussbett der Reda vom Quellgebiet bis hin zur Mündung in die Danziger Bucht befindet sich im ehemaligen Westpreußen.
Die Reda entspringt südwestlich von Wejherowo (Neustadt) zwischen den Dörfern Kębłowo (Kamlau)   und Luzino (Lusin), fließt zunächst nordwärts, dann nordöstlich  weiter, an Bolszewo (Bohlschau) vorbei nordwärts, biegt dann kurz vor Wejherowo in südöstliche Richtung ab, an der nördlichen Stadtgrenze von Wejherowo vorbei weiter in östliche Richtung, passiert das Stadtgebiet von Reda (Rheda), biegt dann in nordöstliche Richtung ab, um anschließend ostwärts durch das große Brücksche Bruch zu fließen, bis sie nördlich von Rumia (Rahmel) bei dem Ort Beka in die Zatoka Pucka (Putziger Wiek) mündet. Im Brückschen Bruch zweigt von der Reda ein zweiter Mündungsarm ab, der Strömming, der etwa zwei Kilometer weiter südlich in die Zatoka Pucka mündet.
Die Reda als Hauptwasserader der Region um Wejherowo nimmt zahlreiche Rinnsale auf, die aus den südlichen Höhenzügen in der Gegend der Dörfer Smażyno (Smasin) und Szemud (Schönwalde) nordwärts fließen, darunter der Bohlschaubach und weiter westlich der Bach Gościnna (Gossentin), die sich durch zahlreiche Nebenbäche weit nach Süden und Südosten verzweigen. Von Norden her nimmt die Reda nur einen bedeutenden Bach auf; dieser entspringt bei dem Dorf Rybno (Rieben) und vereinigt sich bei dem Dorf Kniewo (Kniewenbruch) mit der Reda. Sämtliche Zuflüsse eingerechnet, umfasst das Einzugsgebiet der Reda eine Fläche von etwa 480 km².
Die Reda ist heute Teil eines Kanalsystems und von einem Punkt westlich von Wejherowo bis zur Mündung in die Zatoka Pucka als Kanal ausgebaut, der mehrere Staustufen aufweist.